# Roscosmos
La Corporación Espacial Estatal «Roscosmos» (en ruso: Государственная корпорация по космической деятельности «Роскосмос», Gosudárstvennaya korporátsiya po kosmícheskoy déyatelnosti «Roskosmos»), comúnmente conocida como Roscosmos (en ruso: Роскосмос) y llamada Agencia Espacial Federal de Rusia (por sus siglas en inglés RSA) hasta su reestructuración en 2015, es una organización estatal de Rusia responsable del programa de vuelo espacial y cosmonáutica.
Originalmente siendo parte de la Agencia Federal Espacial (en ruso: Федеральное космическое агентство, Federálnoye kosmícheskoye aguentstvo), la corporación evolucionó y se consolidó en su forma actual el 28 de diciembre de 2015 a través de un decreto presidencial. Antes, desde 1992, Roscosmos era conocida como la Agencia Rusa de Aviación y Espacio (en ruso: Российское авиационно-космическое агентство, Rossíyskoe aviatsionno-kosmícheskoe aguentstvo, comúnmente conocido como Rosaviakosmos).
La sede de Roscosmos se encuentra en Moscú, mientras que el centro espacial principal de Control de la Misión se encuentra en la cercana ciudad de Koroliov. El Centro de Entrenamiento de Cosmonautas Gagarin se encuentra en la Ciudad de las Estrellas, también en el óblast de Moscú. Las instalaciones de lanzamiento utilizadas son el Cosmódromo Baikonur en Kazajistán (con la mayoría de los lanzamientos que tienen lugar allí, tanto tripulados como no tripulados), y el Cosmódromo Vostochni se está construyendo en el Extremo Oriente ruso en el Óblast de Amur.
El director actual desde 2022 es Yuri Borisov. En 2015, el gobierno ruso fusionó a la Agencia Espacial Federal con United Rocket and Space Corporation, la industria espacial rusa renacionalizada, para crear la Corporación Espacial Estatal «Roscosmos».

## Historia

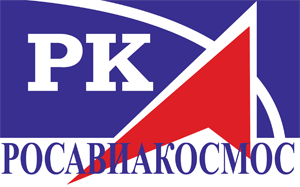
Parche de la Agencia Espacial Rusa, 1991-2004.

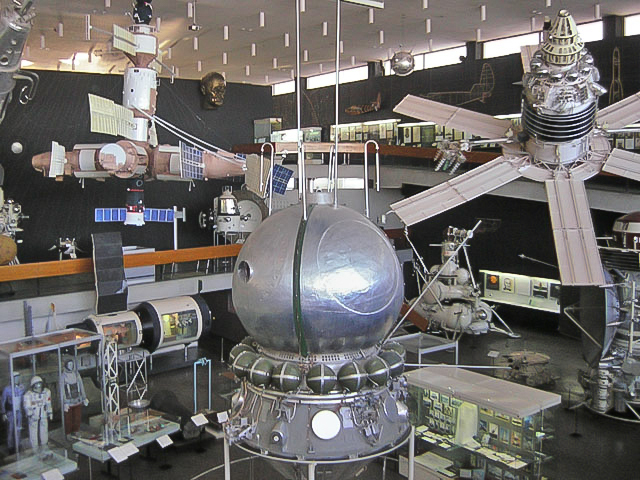
El Salón de la Tecnología Espacial en el Museo Estatal de Tsiolkovsky de la Historia de la Cosmonáutica, Kaluga, Rusia. La exposición incluye los modelos y réplicas de los siguientes inventos ruso/soviéticos:
el primer satélite, Sputnik 1 (una bola debajo del techo);
los primeros trajes espaciales (esquina inferior izquierda);
el primer módulo de vuelo espacial humano, el Vostok 3KA (centro);
el primer satélite tipo Molniya (esquina superior derecha);
el primer vehículo espacial, Lunokhod 1 (abajo a la derecha);
la primera estación espacial, Salyut 1 (izquierda);
la primera estación espacial modular, Mir (arriba a la izquierda).

El programa espacial soviético no tenía agencias ejecutivas centrales. En cambio, su arquitectura organizacional era multicéntrica; Fueron los burós de diseño y el consejo de diseñadores los que más dijeron, no el liderazgo político. La creación de una agencia central después de la separación de Rusia de la Unión Soviética fue, por lo tanto, un nuevo desarrollo. La Agencia Espacial Rusa se formó el 25 de febrero de 1992 por un decreto del Presidente Yeltsin. Yuri Kóptev, quien anteriormente había trabajado en el diseño de los módulos de aterrizaje de Marte en NPO Lávochkin, se convirtió en el primer director de la agencia.
En los primeros años, la agencia sufrió de falta de autoridad cuando las poderosas agencias de diseño lucharon para proteger sus propias esferas de operación y sobrevivir. Por ejemplo, la decisión de mantener a Mir en funcionamiento después de 1999 no fue tomada por la agencia; en cambio, fue hecha por la junta de accionistas privados de la oficina de diseño de Energía. Otro ejemplo es que la decisión de desarrollar el nuevo cohete Angará fue más bien una función de la capacidad de Khrúnichev para atraer recursos que una decisión consciente a largo plazo por parte de la agencia.

### Mejora de la situación en 2005-2006
La economía rusa creció a lo largo de 2005 debido a los altos precios de las exportaciones, como el petróleo y el gas, y las perspectivas de financiamiento futuro en 2006 parecían más favorables. Esto dio lugar a que la Duma rusa aprobara un presupuesto de 305 mil millones de rublos (unos 11 mil millones de dólares) para la Agencia Espacial de enero de 2006 a 2015, con un total de gastos espaciales en Rusia de alrededor de 425 mil millones de rublos para el mismo período. El presupuesto para 2006 fue tan alto como 25 mil millones de rublos (unos 900 millones de dólares), lo que representa un aumento del 33% con respecto al presupuesto de 2005. Bajo el actual presupuesto de 10 años aprobado, el presupuesto de la Agencia Espacial aumentará de 5 a 10% por año, proporcionando a la agencia espacial una afluencia constante de dinero. Además del presupuesto, Roscosmos planea que más de 130 mil millones de rublos ingresen a su presupuesto por otros medios, como inversiones en la industria y lanzamientos de espacios comerciales. Es alrededor de la época en que The Planetary Society, con sede en Estados Unidos, se asoció con Roscosmos.
- Nuevas misiones científicas: Koronas-Foton (lanzado en enero de 2009), Spektr R (RadioAstron, lanzado en julio de 2011), Intergelizond (2011), Spektr-RG (Roentgen Gamma, 2015), Spektr UV (Ultra Violet, 2016), Spektr M ( 2018),[7] Celsta (2018) y Terion (2018)
- Reanudación de las misiones de Bion con Bion-M.(2013)
- Nuevos satélites meteorológicos Elektro L (lanzado en enero de 2011) y Elektro P (2015)[5]

### 2006–2012

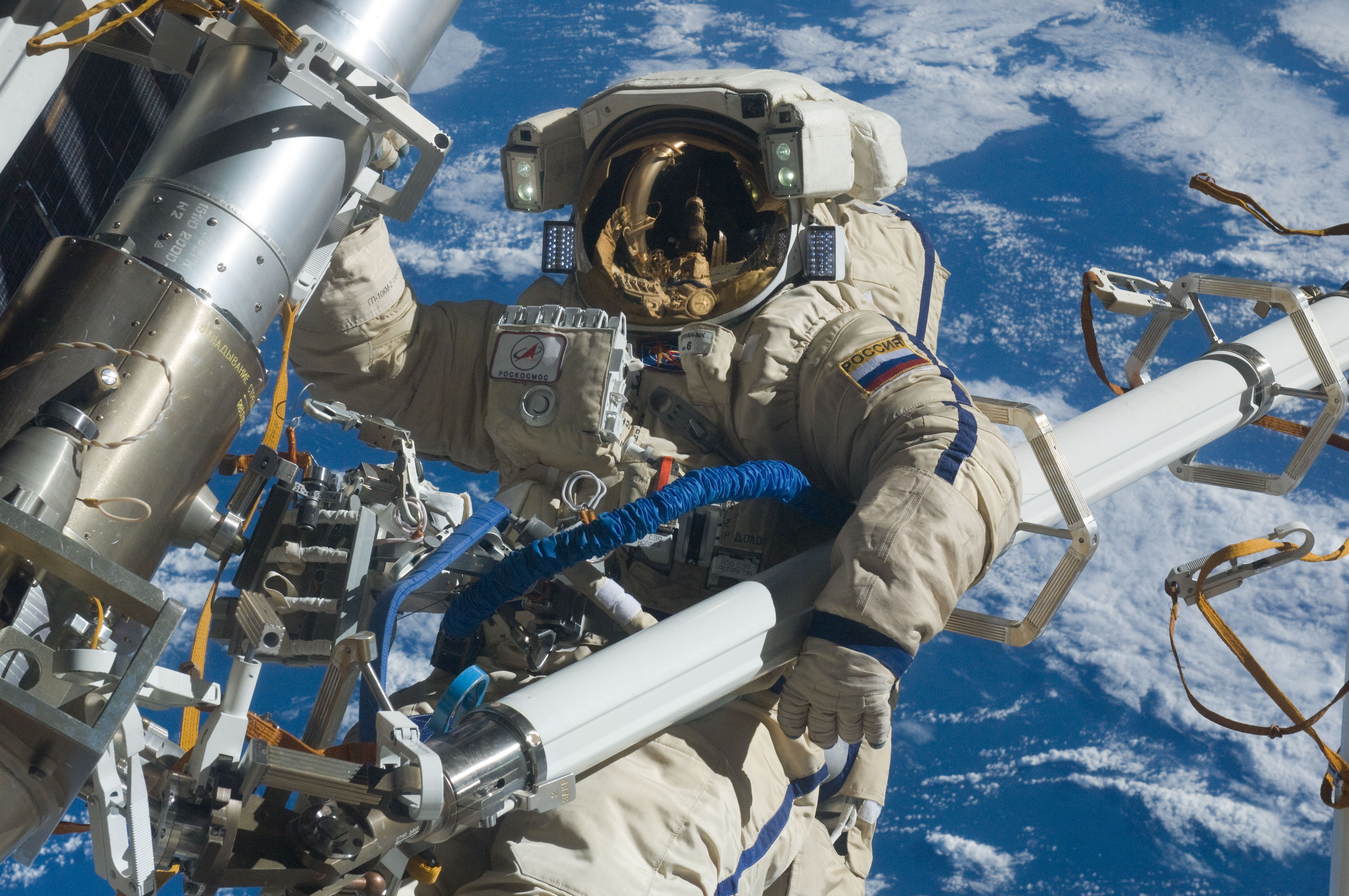
Cosmonauta en EVA (febrero de 2012)

El presupuesto espacial federal para el año 2009 se mantuvo sin cambios a pesar de la crisis económica mundial, y se situó en unos 82.000 millones de rublos (2400 millones de dólares).
En 2011, el gobierno gastó 115 mil millones de rublos (US$ 3,8 mil millones) en los programas espaciales nacionales.
El presupuesto básico del proyecto propuesto para 2013 será de alrededor de 128,3 mil millones de rublos. El presupuesto para todo el programa espacial es de 169,8 mil millones de rublos. (US$ 5,6 mil millones).
Para 2015, el monto del presupuesto se puede aumentar a 199,2 mil millones de rublos.
Las prioridades del programa espacial ruso incluyen la nueva familia de cohetes Angara y el desarrollo de nuevas naves espaciales de comunicaciones, navegación y teleobservación. El sistema de navegación global por satélite GLONASS ha sido durante muchos años una de las principales prioridades y se le ha dado su propia línea presupuestaria en el presupuesto espacial federal. En 2007, GLONASS recibió 9,9 mil millones de rublos (US$ 360 millones), y según los términos de una directiva firmada por el primer ministro Vladímir Putin en 2008, se asignarán US$ 2,6 mil millones adicionales para su desarrollo.

#### Cuestiones de financiación de la estación espacial
Debido a la participación de la Estación Espacial Internacional, hasta el 50% del presupuesto espacial de Rusia se gasta en el programa espacial tripulado a partir de 2009. Algunos observadores han señalado que esto tiene un efecto perjudicial en otros aspectos de la exploración espacial, y que las otras potencias espaciales gastan proporciones mucho menores de sus presupuestos generales para mantener la presencia humana en órbita.

### 2011: nuevo director
El 29 de abril de 2011, Perminov fue reemplazado por Vladimir Popovkin como director de Roscosmos. Perminov, de 65 años, tenía más de la edad legal para los funcionarios estatales y recibió algunas críticas luego de un lanzamiento fallido de GLONASS en diciembre de 2010. Popovkin es un excomandante de las Fuerzas Espaciales Rusas y Primer Viceministro de Defensa de Rusia.

### 2013-2015 reorganización del sector espacial ruso
Como resultado de una serie de problemas de confiabilidad, y cerca del fracaso de un lanzamiento de Proton-M en julio de 2013, se emprendió una importante reorganización de la industria espacial rusa. El United Rocket and Space Corporation se formó como una sociedad anónima por parte del gobierno en agosto de 2013 para consolidar el sector espacial ruso. El vice primer ministro Dmitri Rogozin dijo que "el sector espacial propenso a fallas está tan preocupado que necesita supervisión estatal para superar sus problemas".
Tres días después del fracaso del lanzamiento de Proton-M, el gobierno ruso anunció que se tomarían "medidas extremadamente duras" y que marcaría el fin de la industria espacial [rusa] tal como la conocemos".
La información indicó entonces que el gobierno tenía la intención de reorganizarse de tal manera que "preservara y mejorara la agencia espacial Roscosmos".
Los planes más detallados lanzados en octubre de 2013 exigían una renacionalización de la "industria espacial en problemas", con reformas radicales que incluyen una nueva "estructura de mando unificada y reduciendo las capacidades redundantes, actos que podrían llevar a decenas de miles de despidos". Según Rogozin, el sector espacial ruso emplea a unas 250.000 personas, mientras que los Estados Unidos solo necesitan 70.000 para lograr resultados similares. Dijo: "La productividad espacial rusa es ocho veces más baja que la de Estados Unidos, con las compañías duplicando el trabajo de las demás y operando con una eficiencia de alrededor del 40 por ciento".
Bajo el plan de 2013, Roscosmos debía "actuar como un cuerpo ejecutivo federal y autoridad de contratación para que la industria implementara los programas".
En 2016, la agencia estatal se disolvió y la marca Roscosmos se mudó a la corporación estatal, creada en 2013 como United Rocket and Space Corporation, con la misión específica de renacionalizar el sector espacial ruso.
En 2018, el presidente ruso, Vladímir Putin, dijo que "es necesario mejorar drásticamente la calidad y confiabilidad del espacio y lanzar vehículos... para preservar el liderazgo cada vez más amenazado de Rusia en el espacio". En noviembre de 2018, Alexei Kudrin, director de la agencia rusa de auditoría financiera, nombró a Roscosmos como la empresa pública con "las mayores pérdidas" debido a los "gastos irracionales" al robo y la corrupción absolutos. Un año más tarde, en 2019, Roscosmos logró realizar 25 lanzamientos espaciales sin errores situación inédita desde 2003.

## Programas actuales

### Participación de la EEI

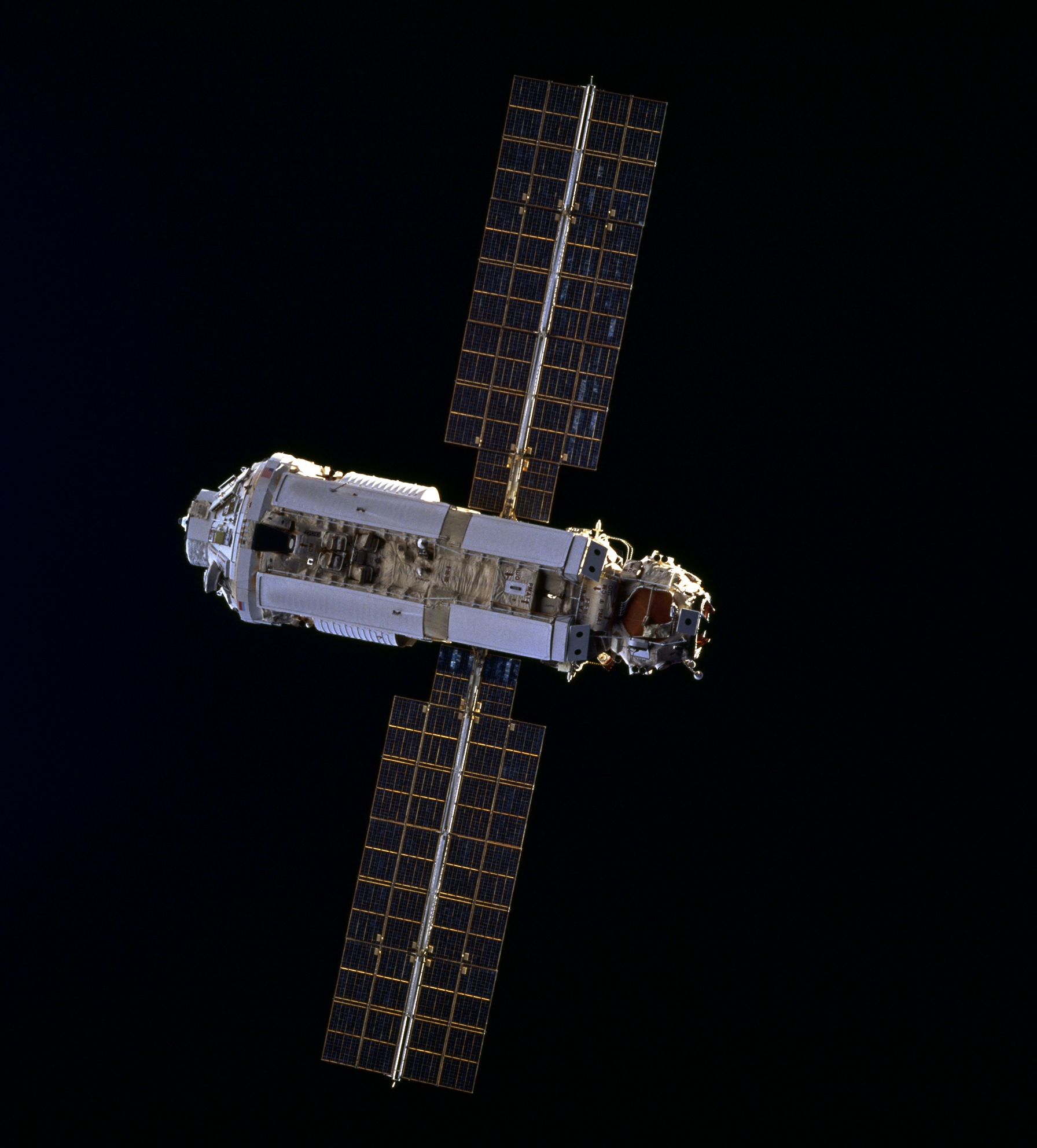
El módulo Zarya fue el primer módulo de la EEI, lanzado en 1998.

La Agencia Espacial Rusa es uno de los socios en el programa de la Estación Espacial Internacional (EEI); contribuyó con los módulos espaciales centrales Zarya y Zvezda, que fueron lanzados por los cohetes Protón y luego se unieron al Módulo Unity de la NASA. El módulo Rassvet fue lanzado a bordo y se utilizará principalmente para el almacenamiento de carga y como puerto de atraque para naves espaciales visitantes. El módulo Nauka es el último componente de la EEI, que se lanzará en noviembre de 2019. Además, Roscosmos es responsable del lanzamiento de la tripulación de la expedición por parte de la nave espacial Soyuz-TMA y reabastece la estación espacial con los transportadores espaciales Progress. Después de que el contrato inicial de EEI con la NASA expirara, RKA y la NASA, con la aprobación del gobierno de los EE. UU., firmaron un contrato espacial hasta 2011, según el cual Roscosmos venderá espacios de la NASA en la nave espacial Soyuz por aproximadamente US$ 21 millones por persona por trayecto (por lo tanto, US$ 42 millones de ida y vuelta de la EEI por persona), además de proporcionar vuelos de transporte de Progress (US$ 50 millones por Progreso según se describe en el estudio de Exploration Systems Architecture Study). RKA ha anunciado que según este acuerdo, los vuelos tripulados de Soyuz se duplicarán a 4 por año y los vuelos de Progress también se duplicarán a 8 por año a partir de 2008.
RKA también proporciona turismo espacial para los pasajeros que pagan sus tarifas a EEI a través de la compañía Space Adventures. A partir de 2009, seis turistas espaciales han contratado a Roscosmos y han volado al espacio, cada uno por una tarifa estimada de al menos US$ 20 millones.
La continuidad de la colaboración internacional en las misiones de la EEI ha quedado en entredicho por la invasión rusa de Ucrania en 2022 y las correspondientes sanciones a Rusia.

### Programas de ciencias
RKA opera varios programas para ciencias de la Tierra, comunicación e investigación científica. Los proyectos futuros incluyen el sucesor de Soyuz, el Sistema de transporte piloto prospectivo, misiones científicas robóticas a una de las lunas de Marte, así como un aumento en los satélites de investigación de la órbita lunar.
- Luna-Glob, orbitador de la luna con penetradores, planeado en 2025
- Venera-D, lander para Venus, planeado en 2025
- Misión Fobos-Grunt Marte, perdida en la órbita baja terrestre en 2012

### Cohetes
Roscosmos utiliza una familia de varios cohetes de lanzamiento, el más famoso de ellos es el R-7, conocido comúnmente como el cohete Soyuz que es capaz de lanzar alrededor de 7.5 toneladas a la órbita terrestre baja (LEO). El cohete Protón (o UR-500K) tiene una capacidad de elevación de más de 20 toneladas para LEO. Los cohetes más pequeños incluyen Cosmos-3M, Rokot y otras estaciones.
Actualmente, el desarrollo de cohetes abarca tanto un nuevo sistema de cohetes, Angara, como las mejoras del cohete Soyuz, Soyuz-2 y Soyuz-2-3. Dos modificaciones de la Soyuz, la Soyuz-2.1a y la Soyuz-2.1b ya han sido probadas con éxito, mejorando la capacidad de lanzamiento de 8,5 toneladas a LEO.

### Nueva nave espacial pilotada
Uno de los proyectos de RKA que se cubrió ampliamente en los medios de comunicación en 2005 fue Kliper, una pequeña nave espacial reutilizable con cuerpo elevador. Si bien Roscosmos se había acercado a ESA y JAXA, así como a otros para compartir los costos de desarrollo del proyecto, también declaró que continuará con el proyecto incluso sin el apoyo de otras agencias espaciales. Esta declaración fue respaldada por la aprobación de su presupuesto para 2006-2015, que incluye la financiación necesaria de Kliper. Sin embargo, el programa Kliper fue cancelado en julio de 2006, y ha sido reemplazado por el nuevo proyecto Federatsiya (Sistema de transporte piloto prospectivo). En 2016 no se lanzó la nave.

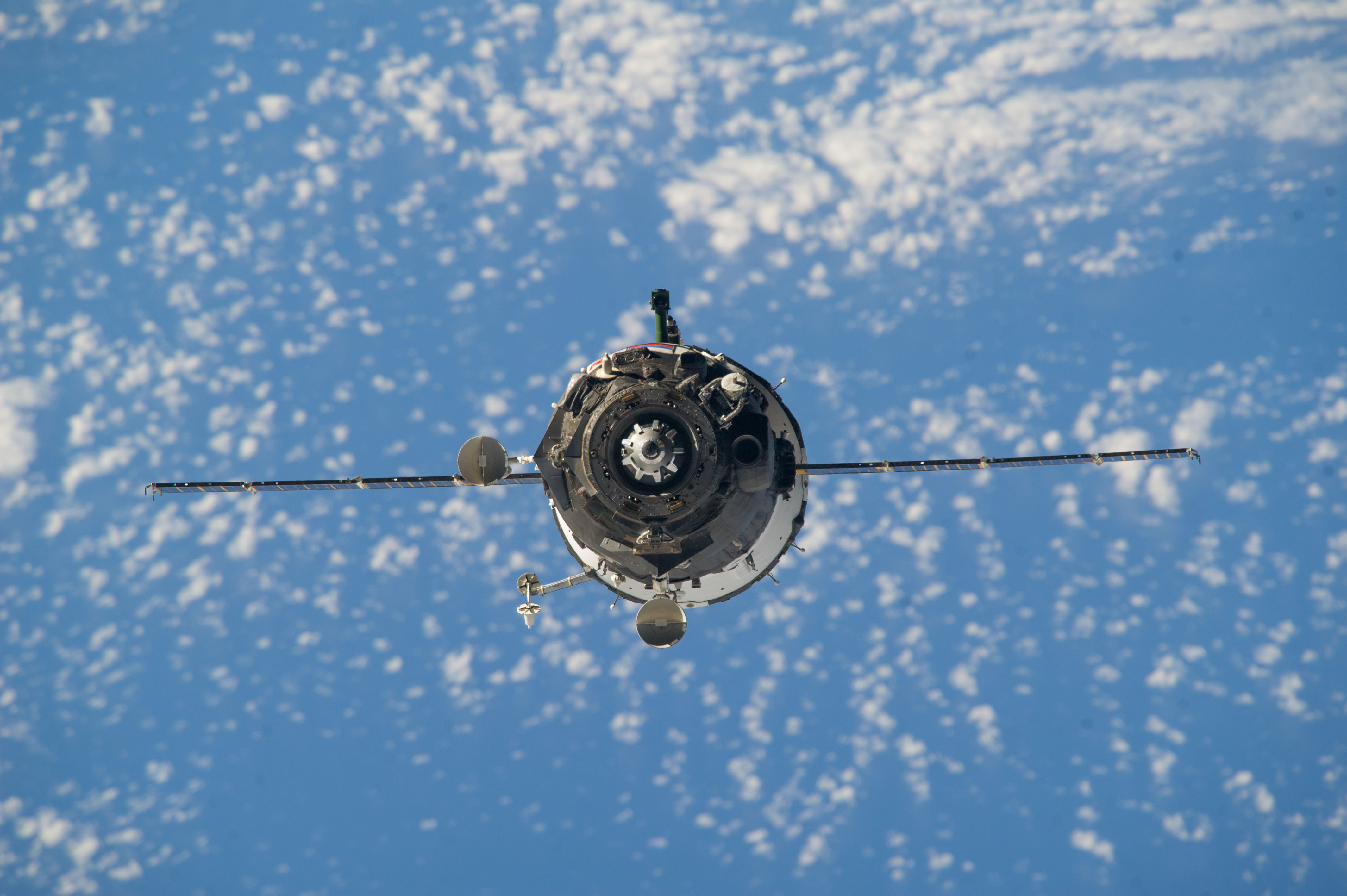
Acercamiento de la nave espacial Soyuz TMA-12M a la Estación Espacial Internacional con los miembros de la tripulación de la Expedición 39.

### Sistemas espaciales
"Resurs-P" es una serie de satélites comerciales rusos de observación de la Tierra capaces de adquirir imágenes de alta resolución (resolución de hasta 1,0 m). La nave espacial es operada por Roscosmos como un reemplazo del satélite Resurs-DK No.1.
Crea el sistema espacial HEO "Ártico" para abordar los problemas hidrológicos y meteorológicos en la región ártica y las áreas del norte de la Tierra, con la ayuda de dos naves espaciales "Arktika-M" y en el futuro dentro del sistema puede crear un satélite de comunicaciones "Arktika-MS" y satélites de radar" Arktika-R."
El lanzamiento de dos satélites "Obzor-R" (Review-R) Teledetección de la Tierra, con el radar AESA y cuatro naves espaciales "Obzor-O" (Review-O) para capturar la superficie de la Tierra en luz normal e infrarroja en una amplia franja de 80 km con una resolución de 10 metros. Los dos primeros satélites de los proyectos están previstos para su lanzamiento en 2015.
Gonets: Sistema civil de comunicaciones por satélite en órbita terrestre baja. En 2016, el sistema consta de 13 satélites (12 Gonets-M y 1 Gonets-D1).

### Experimento de apareamiento de Gecko
La agencia espacial federal rusa Roscosmos lanzó el 19 de julio de 2014 el satélite Foton-M4 que contiene, entre otros animales y plantas, un grupo de cinco geckos. Los cinco geckos, cuatro hembras y un macho, se utilizaron como parte del programa de investigación Gecko-F4 destinado a medir los efectos de la ingravidez en la capacidad de los lagartos para procrear y desarrollarse en el entorno hostil. Sin embargo, poco después de que la nave espacial saliera de la atmósfera, el control de la misión perdió el contacto con la embarcación, lo que llevó a un intento de restablecer la comunicación que solo se logró más tarde en la misión. Cuando el satélite regresó a la Tierra después de que su misión planificada de dos meses se redujera a 44 días, los investigadores de la agencia espacial informaron que los geckos habían perecido durante el transcurso de sus viajes.
La causa exacta que llevó a la muerte de los geckos fue declarada desconocida por el equipo científico a cargo del proyecto. Informes del Instituto de Problemas Médicos y Biológicos en Rusia han indicado que las lagartijas habían muerto al menos una semana antes de su regreso a la Tierra. Algunos de los que están conectados a la misión han teorizado que una falla en el sistema de calefacción del recipiente puede haber causado que los reptiles de sangre fría se congelen hasta morir. Se incluyeron también varias moscas de la fruta, plantas y hongos que sobrevivieron a la misión.

### Planes futuros
- En marzo de 2021, Roscosmos firmó un memorando de cooperación para la construcción de una base lunar denominada Estación Internacional de Investigación Lunar con la Administración Espacial Nacional China.[34]
- En abril de 2021, Roscosmos anunció que abandonará el programa de la EEI después de 2024. En su lugar, se anunció que se construirá una nueva estación espacial (Estación de Servicio Orbital Rusa) a partir de 2025.[35]
- En diciembre de 2021, el Gobierno de Rusia confirmó la determinación del acuerdo con Roscosmos para el desarrollo de sistemas espaciales de nueva generación, el documento se ha proporcionado a los funcionarios en julio de 2020.[36]
- Desde 2024, la sede de Roscosmos estará situada en el nuevo Centro Espacial Nacional en el distrito moscovita de Fili.[37]

## Control de lanzamiento
La contraparte militar de la RKA es las Fuerzas Espaciales Militares (VKO). El VKO controla la instalación de lanzamiento del cosmódromo Plesetsk de Rusia. El RKA y el VKO comparten el control del Cosmódromo de Baikonur, donde el RKA reembolsa al VKO el salario de muchos de los controladores de vuelo durante los lanzamientos de civiles. RKA y VKO también comparten el control del Centro de Capacitación de Cosmonautas Yuri Gagarin. Se ha anunciado que Rusia construirá otro puerto espacial en Tsiolkovsky, Óblast de Amur. El cosmódromo de Vostochny está programado para ser terminado en 2018.

## Subsidarias
A partir de 2017, Roscosmos contaba con las siguientes filiales:
- United Rocket and Space Corporation
- Strategicheskiye Punkty Upravleniya
- Glavcosmos
- Planta Química Salavat
- Turbonasos
- Instituto Moscovita de Tecnología Térmica
- IPK Mashpribor
- NPO Iskra
- Makeyev Rocket Design Bureau
- Instituto de Investigación Científica de Rusia de Electromecánica
- Sistemas de información satelital
- Sistemas espaciales rusos
- Sistemy precizionnogo priborostroenia
- TsSKB-Progress
- Oficina de Diseño de Automática Química
- NPO Energomash
- Protón-PM
- Tekhnicheskiy Tsentr Novator
- AO EKHO
- NIIMP-K
- Geofizika TSKB
- Osoboye Konstruktorskoye Byuro Protivopozharnoy Tekhniki
- Tsentralnoye Konstruktorskoye Byuro Transportnogo Mashinostroyeniya
- NII komandnykh priborov
- NPO Avtomatiki
- Planta de construcción de maquinaria de Zlatoust
- Planta de construcción de maquinaria Krasnoyarsk
- Planta de construcción de maquinaria Miass
- Moskovskiy zavod elektromekhanicheskoy apparatury
- Nauchno-EEIledovatelskiy Institut Elektromekhaniki
- NPO Novator
- PKP IRIS
- NPP Geofizika-Kosmos
- NPP Kvant
- NPP Polyus
- Ispytatelnyy tekhnicheskiy tsentr - NPO PM
- NPO PM - Maloye Konstruktorskoye Byuro
- NPO PM - Razvitiye
- Sibpromproyekt
- Instituto de Investigación Científica de Instrumentos de Precisión
- NIIFI
- NPO Izmeritelnoy Tekhniki
- OKB MEI
- 106 Planta experimental óptica y mecánica.
- OAO Bazalt
- Nauchno-inzhenernyy tsentr elektrotekhnicheskogo universiteta
- Centro Estatal de Investigación y Producción Espacial Khrunichev
- NPO Tekhnomash
- Centro de Investigación Keldysh
- Arsenal Design Bureau
- MOKB Marte
- NTTS Okhrana
- NII Mashinostroyeniya
- NPO Lavochkin
- Asociación de Producción Científica de Automatización y Construcción de Instrumentos.
- OKB Fakel
- Organizatsiya Agat
- TsNIIMash
- Centro para la Operación de Infraestructura Basada en el Espacio (TsENKI)
- NTTS Zarya
- Centro de Entrenamiento de Cosmonautas Gagarin (Gagarin TsPK)
- NIT RKP

## Galería espacial rusa (soviética) histórica

### Personas

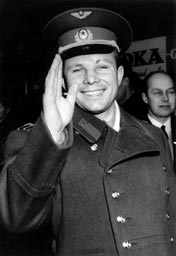
El primer humano en el espacio y en orbitar la Tierra, Yuri Gagarin.
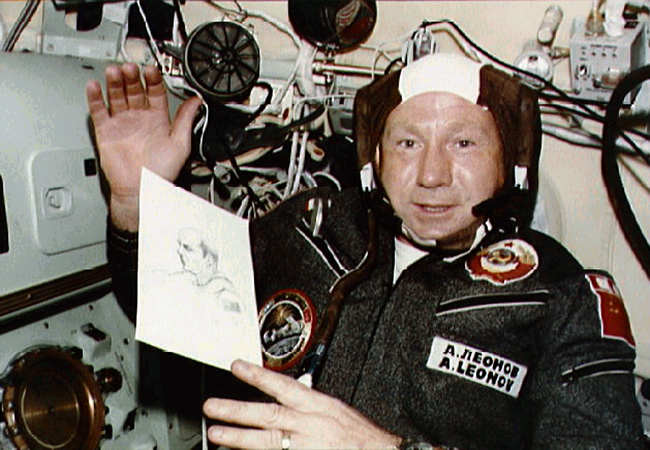
El cosmonauta Aleksei Leonov, la primera persona en realizar una EVA (caminata espacial), en 1965.
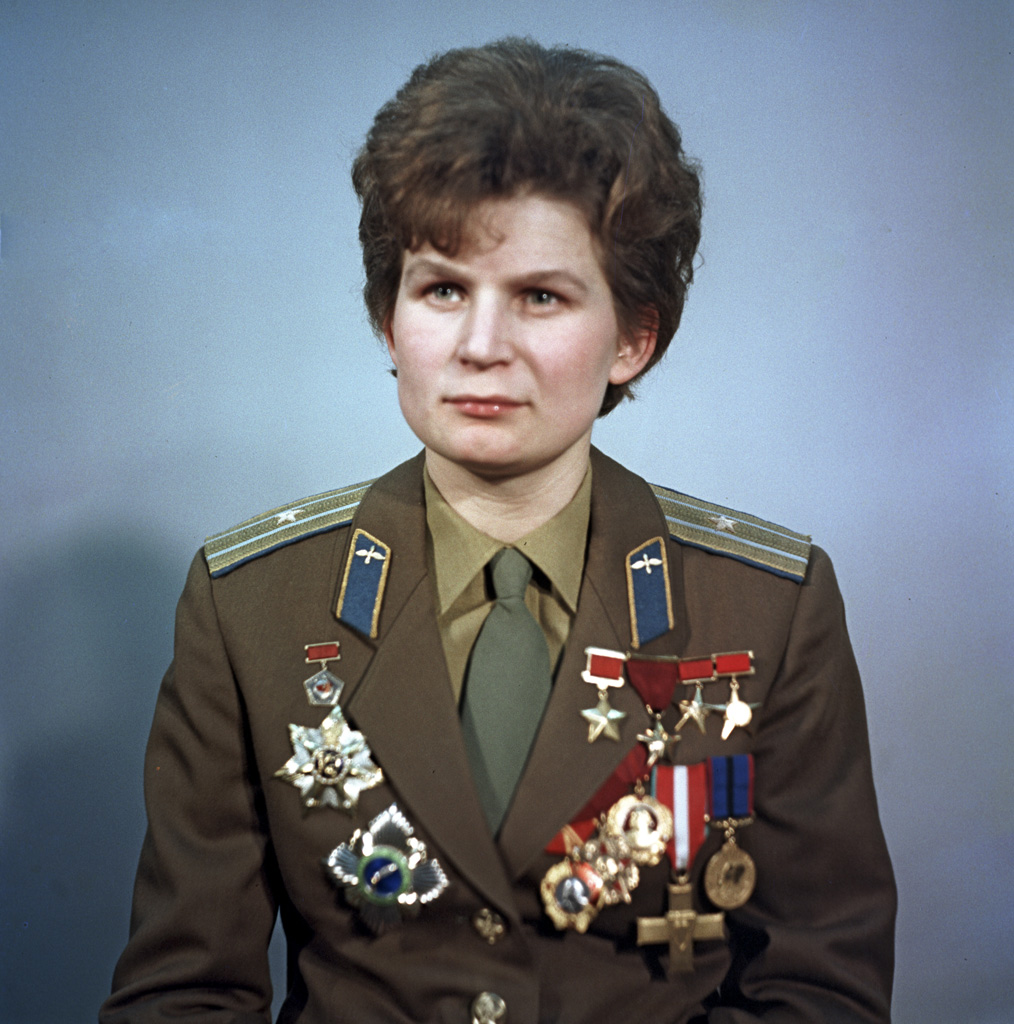
La cosmonauta Valentina Vladimirovna Tereshkova fue la primera mujer en volar en el espacio, a bordo del Vostok 6 el 16 de junio de 1963.

### Naves espaciales

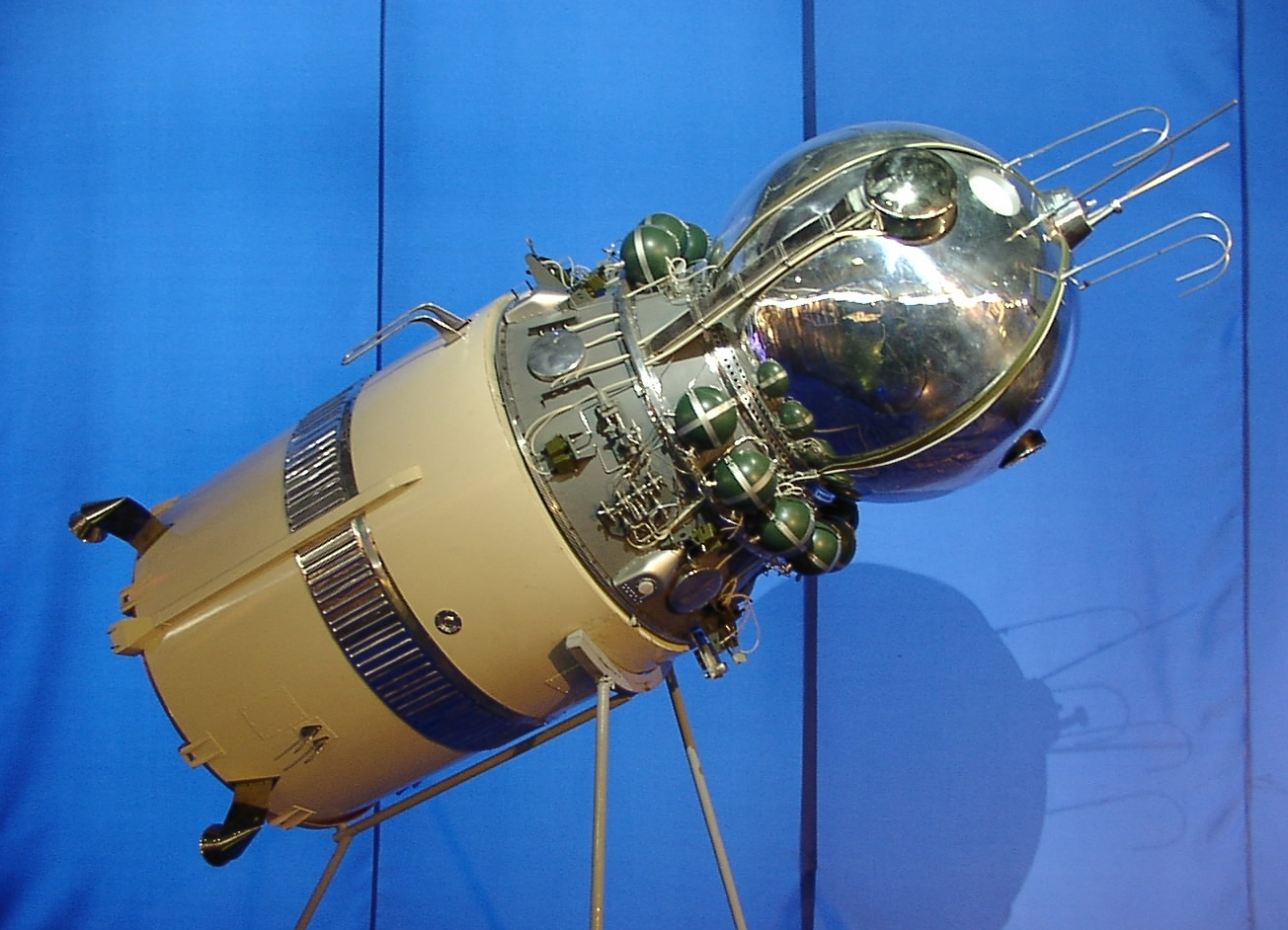
Vostok fue la primera nave espacial que transportó a un ser humano en el espacio.
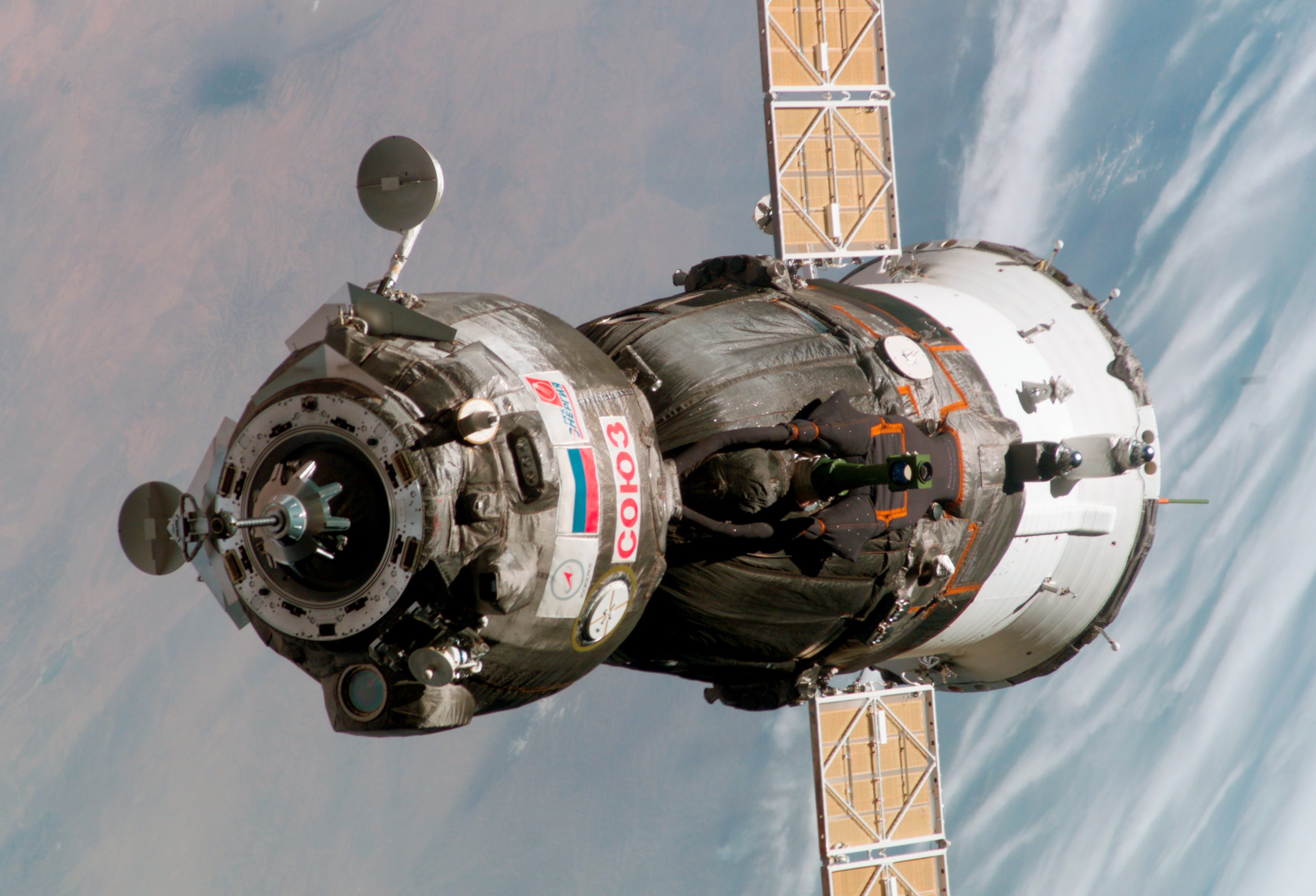
Soyuz es el diseño de naves espaciales tripuladas de mayor antigüedad en la historia (1967– actualizado regularmente)
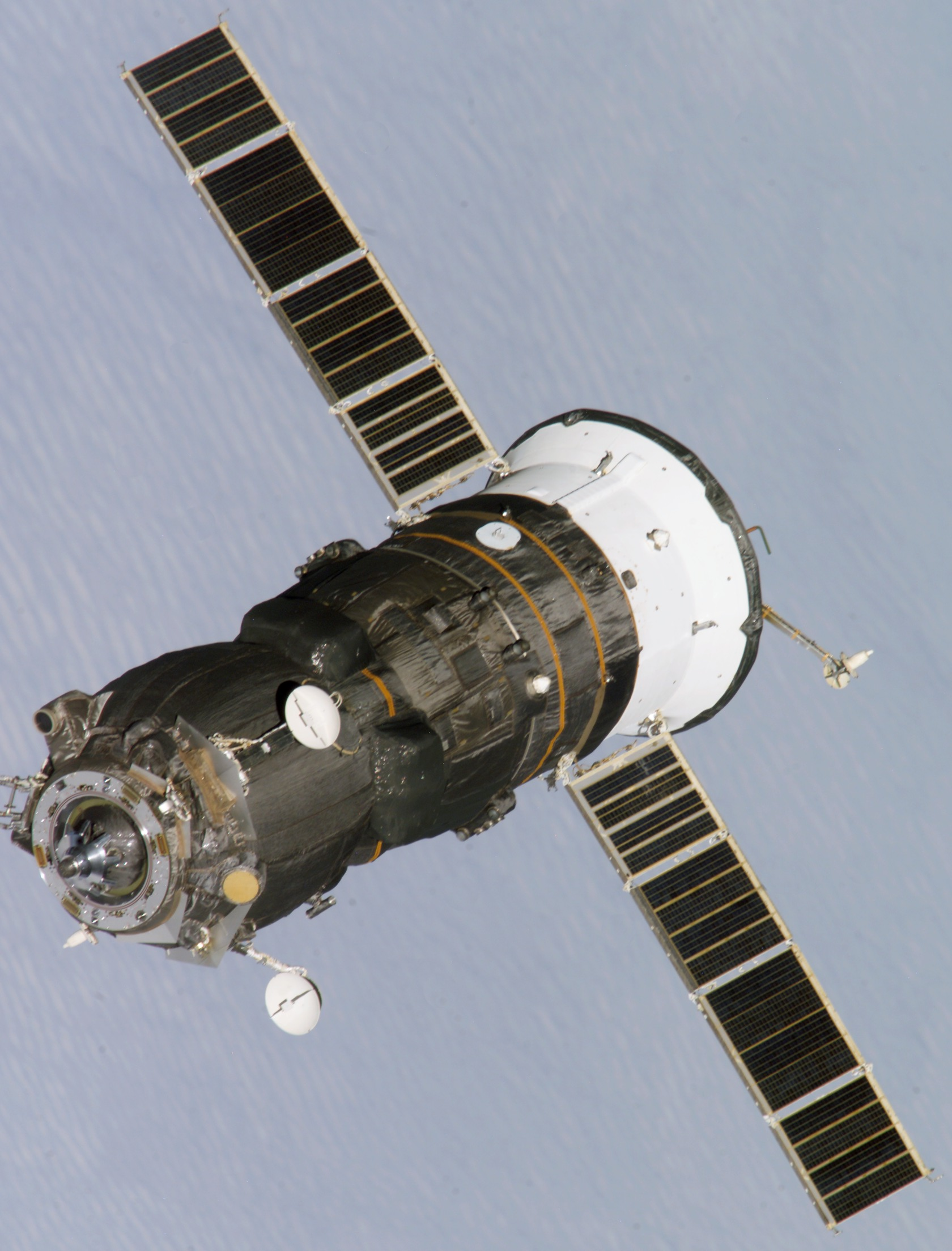
Progress es la nave espacial de carga no tripulada de servicio más largo (1978–)
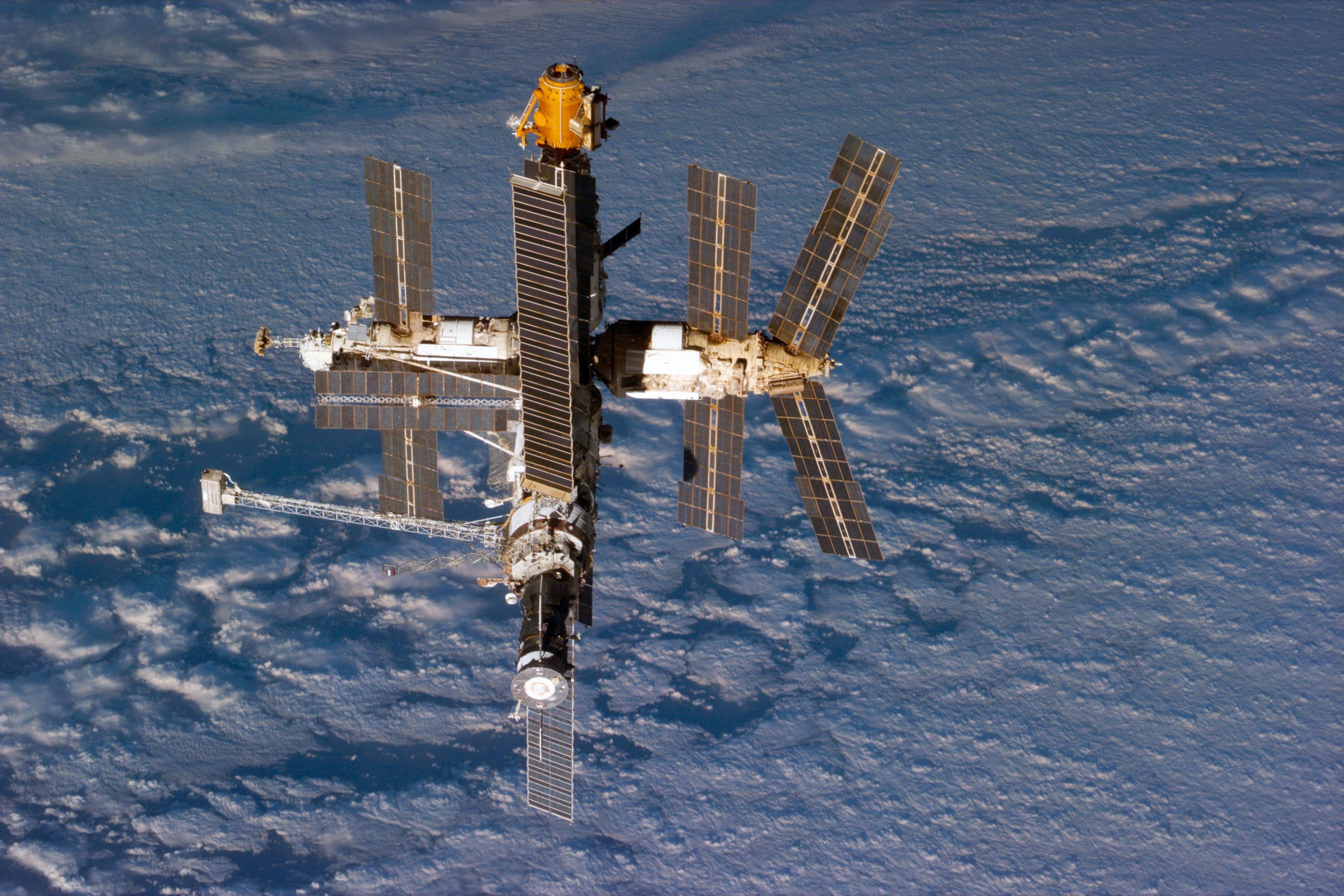
Primera estación espacial con personal permanente, la Mir soviética / rusa, que orbitó la Tierra desde 1986 hasta 2001
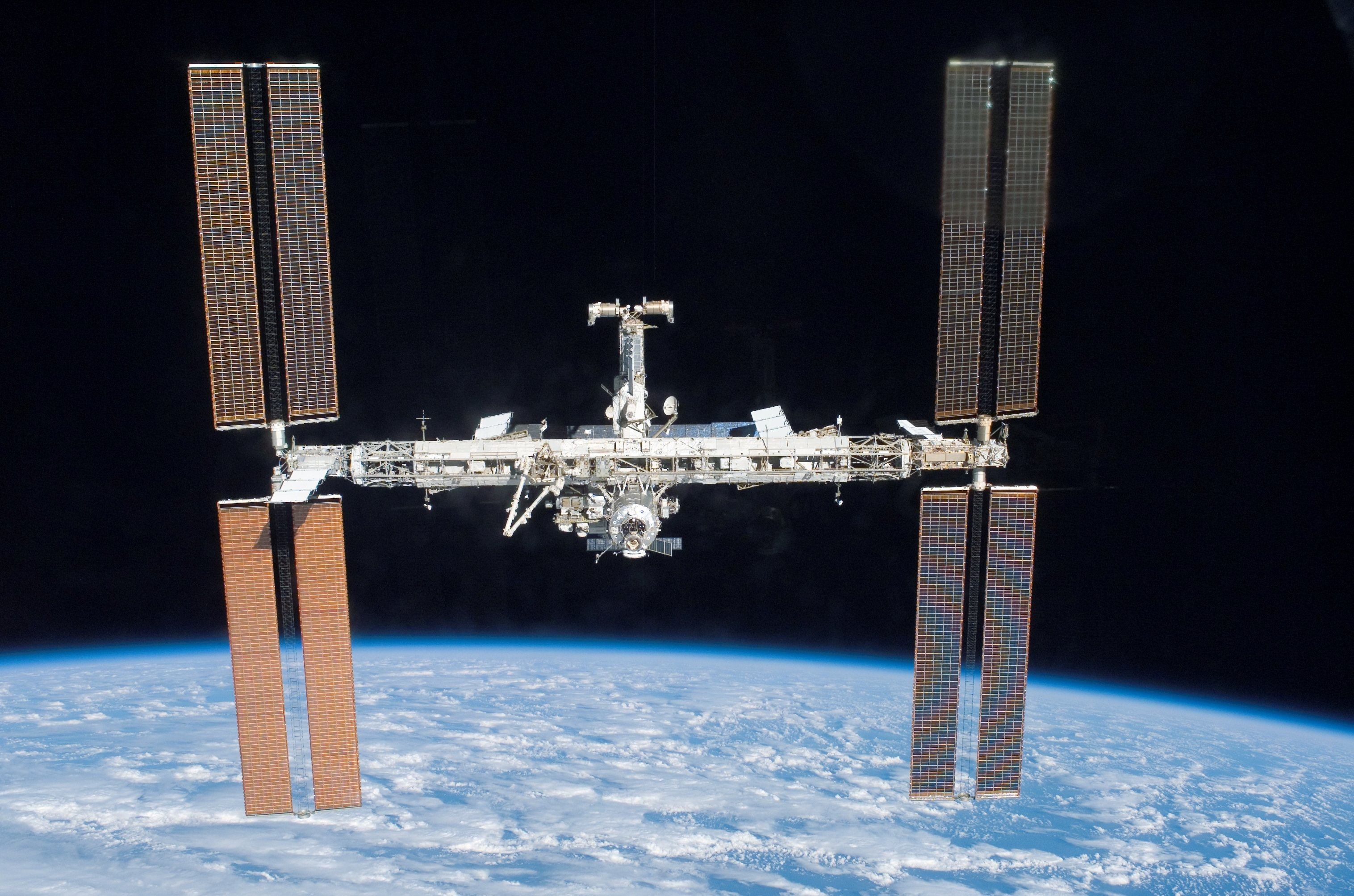
Rusia y los Estados Unidos son los principales socios de la Estación Espacial Internacional (EEI).
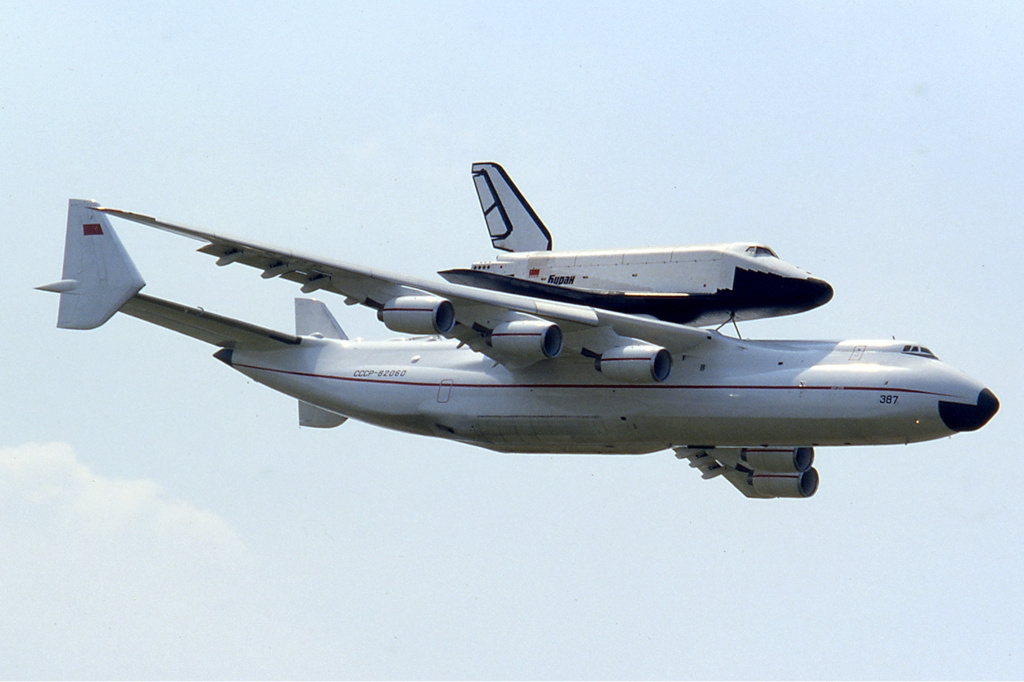
El programa espacial soviético produjo el transbordador espacial Buran cancelado basado en el programa Buran descontinuado.

### Vehículos de lanzamiento

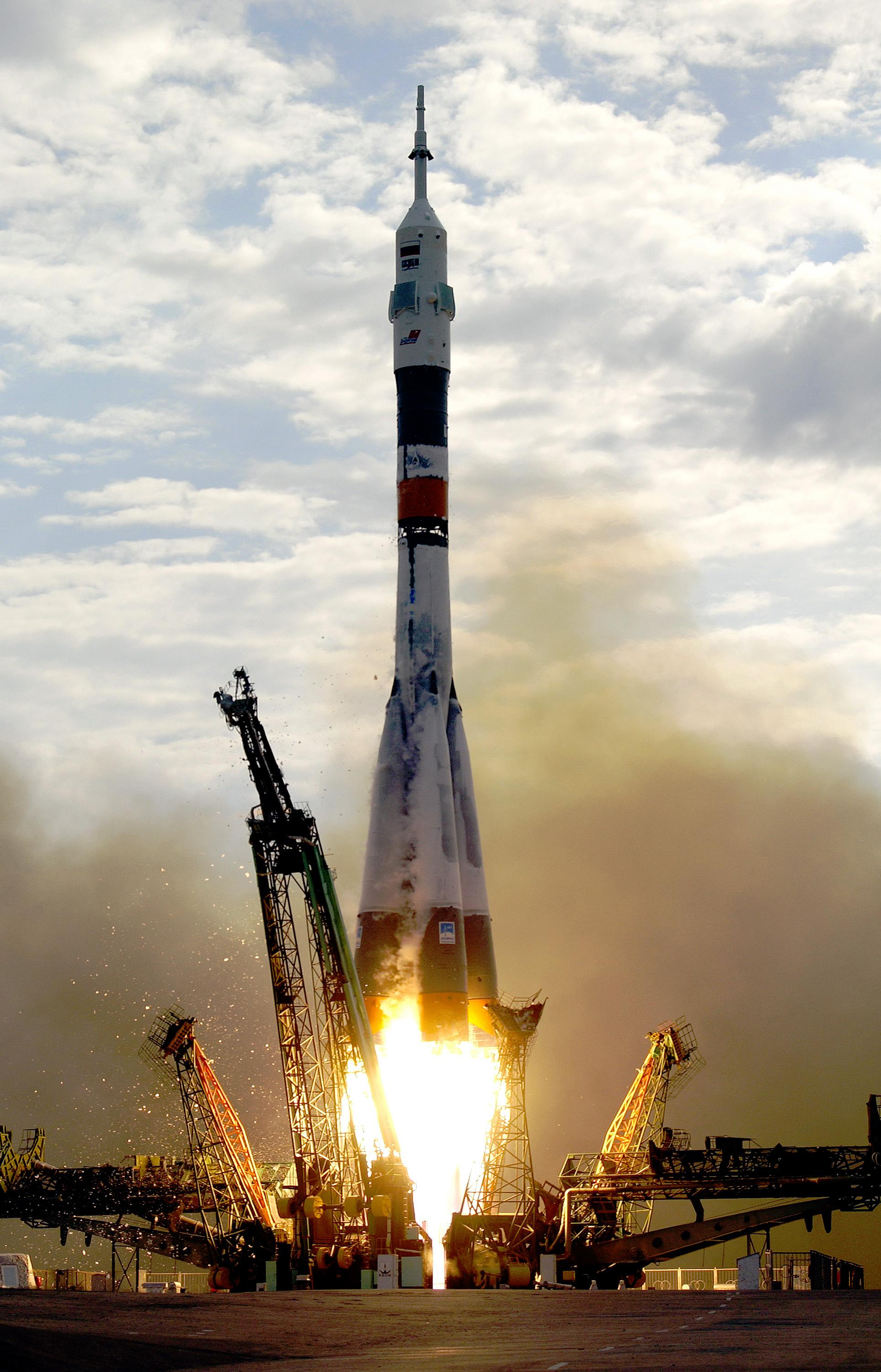
Los cohetes Soyuz son responsables de lanzar al espacio todas las naves Soyuz y Progress.
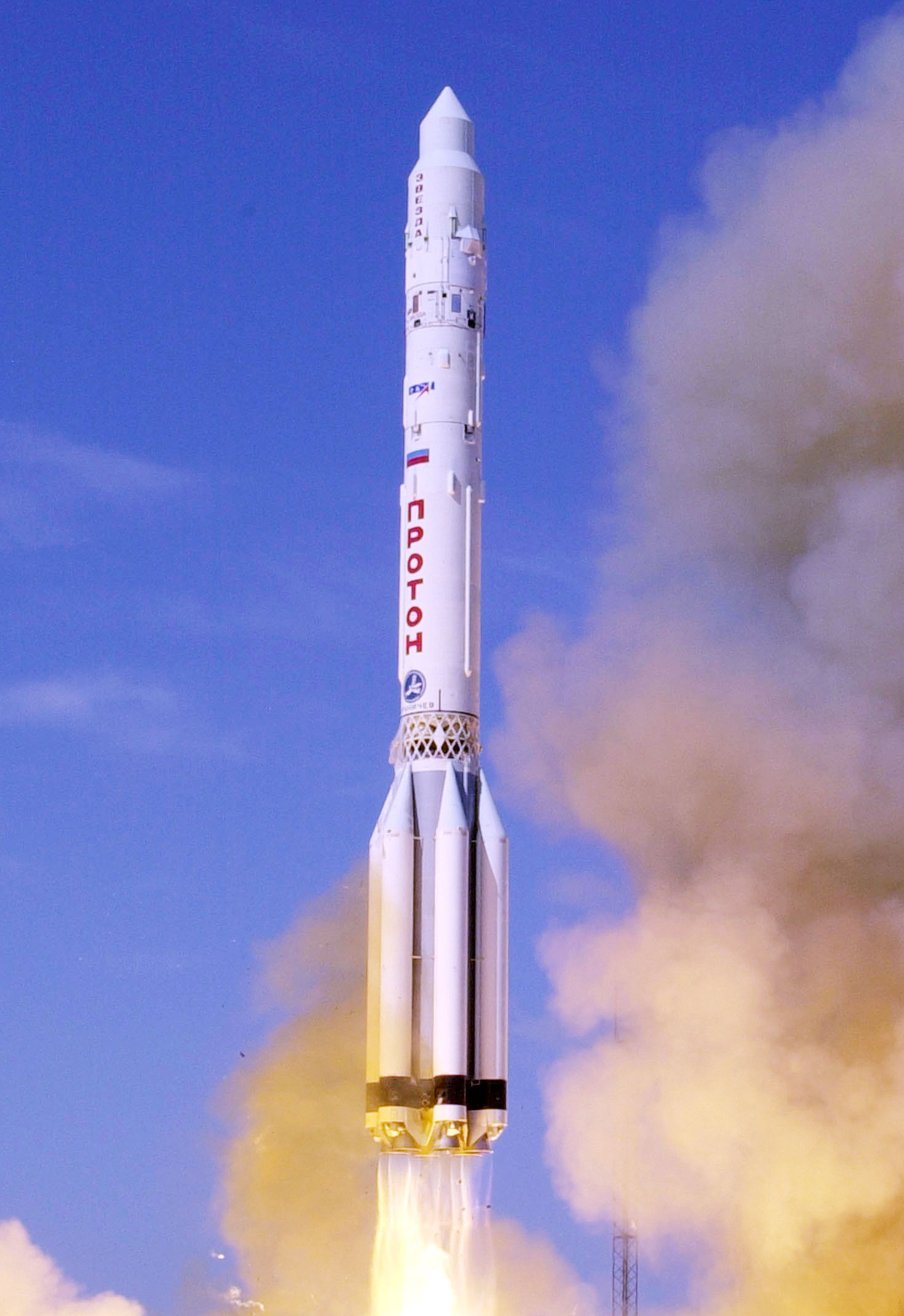
Protón los cohetes son el caballo de batalla de la industria espacial rusa.